# Rainer Gerlach (Journalist)

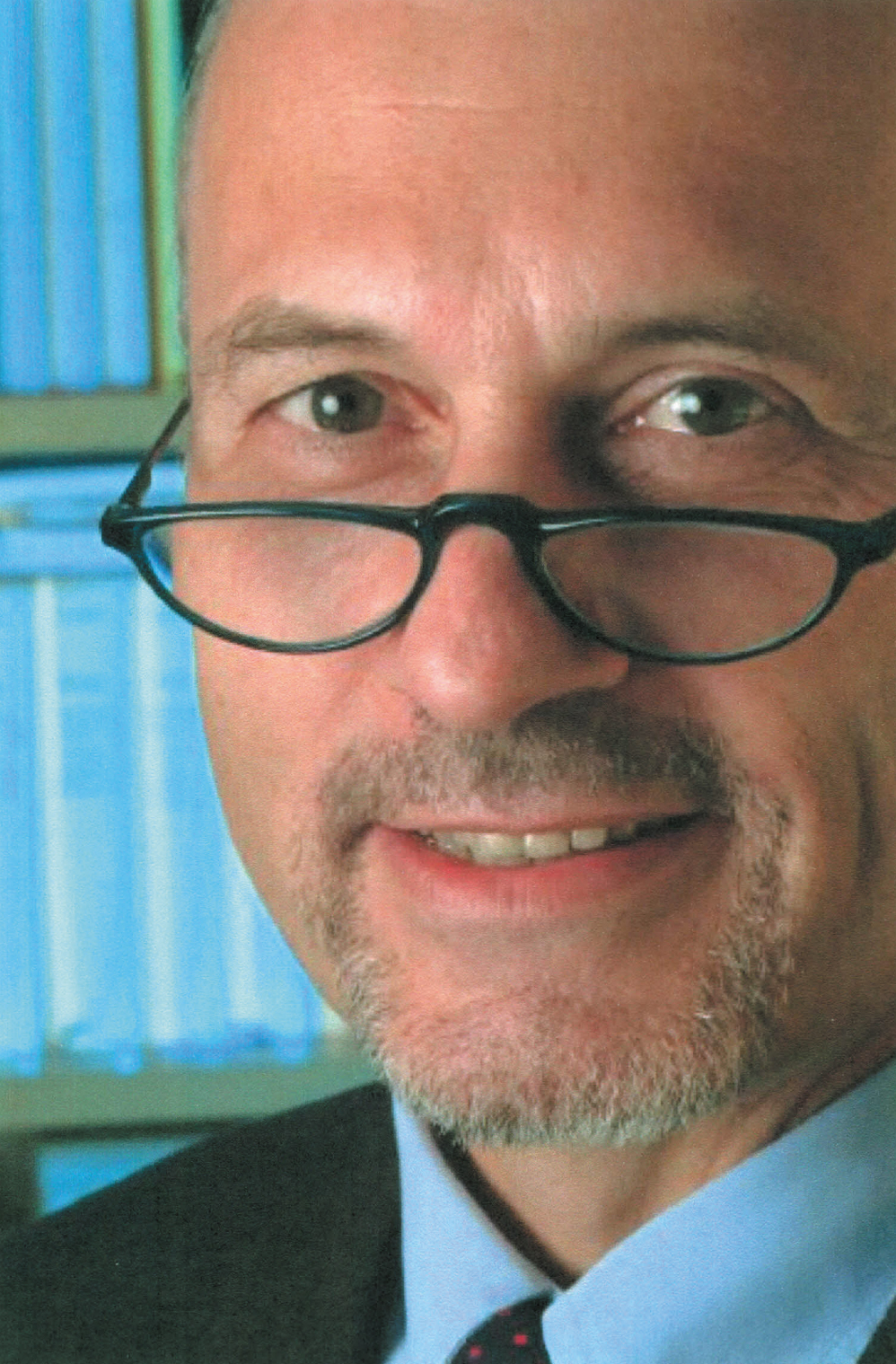
Rainer Gerlach (2011)

Rainer Gerlach (* 13. Februar 1951 in Meine, Landkreis Gifhorn) ist ein deutscher Journalist, PR-Berater, Autor und Dozent.

## Leben
Gerlach wuchs als einziges Kind von Kurt und Charlotte Gerlach in Meine und später in Braunschweig auf. Zwischen 1974 und 1980 studierte er Germanistik und Geschichte für das Höhere Lehramt an der Universität Göttingen. Später Promotion zum Dr. phil. an der Freien Universität Berlin mit einer Arbeit über Peter Weiss. Er ist Vater zweier Töchter und lebt mit seiner Frau in Krefeld.
Nach dem Studium arbeitete er über mehr als zwei Jahrzehnte in der Kommunikationsbranche als Lektor, Werbetexter, Werbeleiter, PR-Leiter sowie als Inhaber einer Werbeagentur. Neben zahlreichen Buchveröffentlichungen hat er sich in Aufsätzen, Rezensionen, Rundfunkbeiträgen und Lexikonartikeln („Kritisches Lexikon zur deutschsprachigen Gegenwartsliteratur“ und „Kindlers Literatur Lexikon“) vor allem mit der deutschsprachigen Literatur des 20. Jahrhunderts befasst (Franz Kafka, Arno Schmidt, Joachim Ringelnatz, Peter Altenberg etc.). Er ist ein profunder Kenner des Werks von Peter Weiss und Mitglied der Internationalen Peter Weiss-Gesellschaft. Seit 2008 betätigt er sich auch als Ghostwriter.

## Veröffentlichungen (Auswahl)
- Otto Lilienthal: Der Vogelflug als Grundlage der Fliegekunst, hrsg. von Rainer Gerlach, Dortmund 1982
- Heinrich Schliemann: Troja, hrsg. von Rainer Gerlach, Dortmund 1984
- Peter Weiss. Materialien zu seinem Werk, hrsg. von Rainer Gerlach, Frankfurt am Main, Suhrkamp Verlag 1984
- Uwe Johnson. Materialien zu seinem Werk, hrsg. von Rainer Gerlach und Matthias Richter, Frankfurt am Main, Suhrkamp Verlag 1984
- Peter Weiss, In Gegensätzen denken. Ein Lesebuch, hrsg. von Rainer Gerlach und Matthias Richter, Frankfurt am Main, Suhrkamp Verlag 1986, Taschenbuchausgabe 1988
- Peter Weiss im Gespräch, hrsg. von Rainer Gerlach und Matthias Richter, Frankfurt am Main, Suhrkamp Verlag 1986 ISBN 3-518-11303-8
- Aschaffenburg. Geschichte und Gegenwart einer süddeutschen Stadt, Aschaffenburg 1993, zweite Auflage 1998
- Die Bedeutung des Suhrkamp Verlags für das Werk von Peter Weiss; Kunst und Gesellschaft. Studien zur Kultur im 20. und 21. Jahrhundert Band 1 Röhrig Universitätsverlag St. Ingbert 2005, ISBN 3-86110-375-3
- Der Briefwechsel Siegfried Unseld Peter Weiss; Suhrkamp Frankfurt am Main 2007; hrsg. von Rainer Gerlach ISBN 3-518-41845-9, (Online)
- Das Kopenhagener Journal. Kritische Ausgabe; hrsg. von Rainer Gerlach u. Jürgen Schutte Wallsteinverlag Göttingen 2007, ISBN 3-8353-0071-7, (Online)
- Das Buch der Bücher von Peter Altenberg; hrsg. von Rainer Gerlach; Wallstein Verlag Göttingen 2009, ISBN 3-8353-0409-7, (Online)
- Diesseits und jenseits der Grenze. Peter Weiss - Manfred Haiduk. Der Briefwechsel 1965-1982; hrsg. von Rainer Gerlach und Jürgen Schutte; Röhrig Universitätsverlag St. Ingbert 2010, ISBN 978-3-86110-478-0